# Oleksandr Schumbarez
Oleksandr Jurijowytsch Schumbarez (ukrainisch Олександр Юрійович Шумбарець, wiss. Transliteration Oleksandr Jurijovyč Šumbarecʹ; * 17. September 2001) ist ein ukrainischer Nordischer Kombinierer.

## Werdegang
Schumbarez, der für die Kremenez Skischule im Oblast Ternopil startet, gab am 24. und 25. September 2015 bei den Skisprungwettbewerben im FIS-Carpath-Cup in Râșnov sein internationales Debüt und belegte dabei die Ränge 25 und 26. Rund zwei Jahre später ging er ebenfalls in Râșnov erstmals im FIS Cup an den Start, verpasste jedoch die Punkteränge deutlich. Am Wochenende des 6. und 7. Januars 2018 debütierte Schumbarez im Rahmen des Youth Cups in Harrachov bei internationalen Wettkämpfen in der Nordischen Kombination und erreichte dabei den 15. und 17. Platz. Bei den Nordischen Junioren-Skiweltmeisterschaften 2018 in Kandersteg belegte er in den Einzelwettbewerben nach der Gundersen-Methode als 47. und 51. nur die hintersten Ränge. Eine Woche später gab er in Eisenerz sein Continental-Cup-Debüt, blieb dabei aber punktlos. Im Januar 2019 nahm er an den Nordischen Junioren-Skiweltmeisterschaften 2019 in Lahti teil, wo er sich im Vergleich zum Vorjahr verbessern konnte und zweimal den 43. Platz im Einzel sowie den zwölften Rang im Team belegte. In der Saison 2019/20 nahm Schumbarez regelmäßiger an internationalen Wettkämpfen teil, konnte jedoch weiterhin keine Punktgewinne im Continental Cup erzielen. Bei den Nordischen Junioren-Skiweltmeisterschaften 2020 in Oberwiesenthal belegte er den 34. Platz im Gundersen Einzel und wurde darüber hinaus gemeinsam mit Witalij Hrebenjuk, Iwan Pylyptschuk und Andrij Pylyptschuk mit einem Rückstand von sechs Minuten im Team Elfter.
Im Winter 2020/21 startete er Mitte Januar am Continental-Cup-Wochenende in Klingenthal in die Saison, lag aber meist mehrere Minuten hinter den besten 30 zurück. Besonders im Laufbereich wies Schumbarez nicht das Niveau seiner internationalen Konkurrenten auf. Mitte Februar nahm er zum vierten Mal an Nordischen Junioren-Skiweltmeisterschaften teil, die in diesem Jahr erneut in Lahti stattfanden. Schumbarez lief dabei auf Rang 40 im Einzelwettbewerb nach der Gundersen-Methode. Wenige Wochen später war er Teil des ukrainischen Aufgebots bei den Nordischen Skiweltmeisterschaften 2021 in Oberstdorf, wo er bei zwei der vier Wettbewerbe zum Einsatz kam. So wurde er gemeinsam mit Wiktor Passitschnyk, Dmytro Masurtschuk und Witalij Hrebenjuk als Schlussläufer Elfter in der Staffel, ehe er beim Gundersen Einzel von der Großschanze mit mehr als zehn Minuten Rückstand auf den Sieger als 46. ins Ziel kam.
Zum Auftakt in den Winter 2024/25 erreichte Schumbarez im finnischen Ruka erstmals die Punkteränge im Weltcup.

## Statistik

### Platzierungen bei Weltmeisterschaften
| Jahr und Ort    | Wettbewerb   | Wettbewerb   | Wettbewerb | Wettbewerb |
| Jahr und Ort    | Gundersen NS | Gundersen GS | Team       | Teamsprint |
| --------------- | ------------ | ------------ | ---------- | ---------- |
| 2021 Oberstdorf | –            | 46.          | 11.        | –          |
| 2023 Planica    | 44.          | 43.          | 10.        | –          |

### Grand-Prix-Platzierungen
| Saison | Platz | Punkte |
| ------ | ----- | ------ |
| 2024   | 43.   | 021    |

### Continental-Cup-Platzierungen
| Saison  | Platz | Punkte |
| ------- | ----- | ------ |
| 2023/24 | 34.   | 150    |